# سندانة
سندانة أو نعيمية (الاسم العلمي: Pinjalo)، جنس أسماك بحرية من فصيلة النهاشية، مواطنها الأصلية في المحيط الهندي وغرب المحيط الهادئ، الأنواع المعترف بها حاليًا
- Pinjalo lewisi جون إرنست راندال, جيرالد ر. ألين & W. D. Anderson, 1987 (slender pinjalo)
- Pinjalo pinjalo (بيتر بليكر, 1850) (pinjalo)